# 阪急オアシス

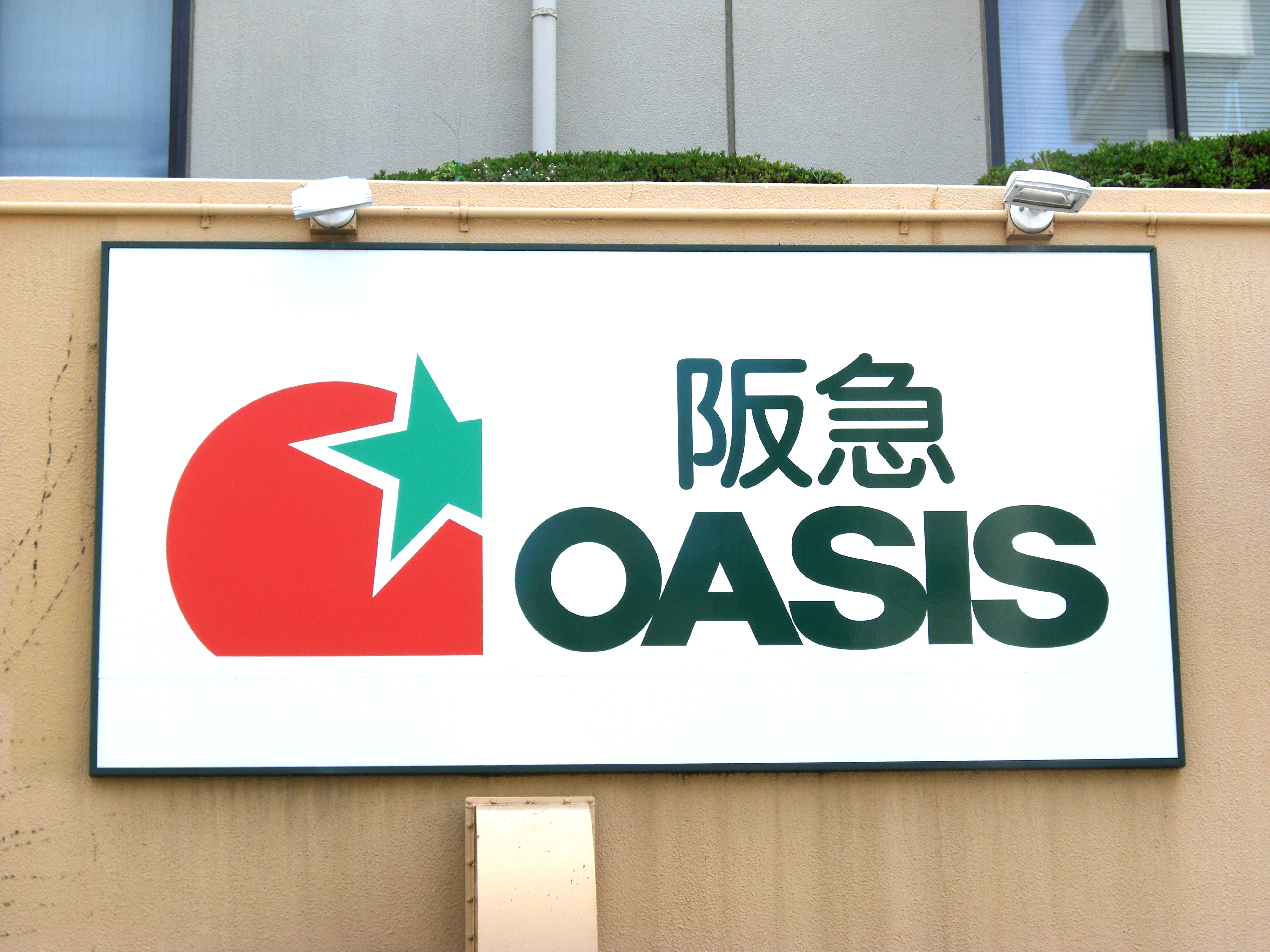
2008年（平成20年）導入の新CI看板（服部緑地店）

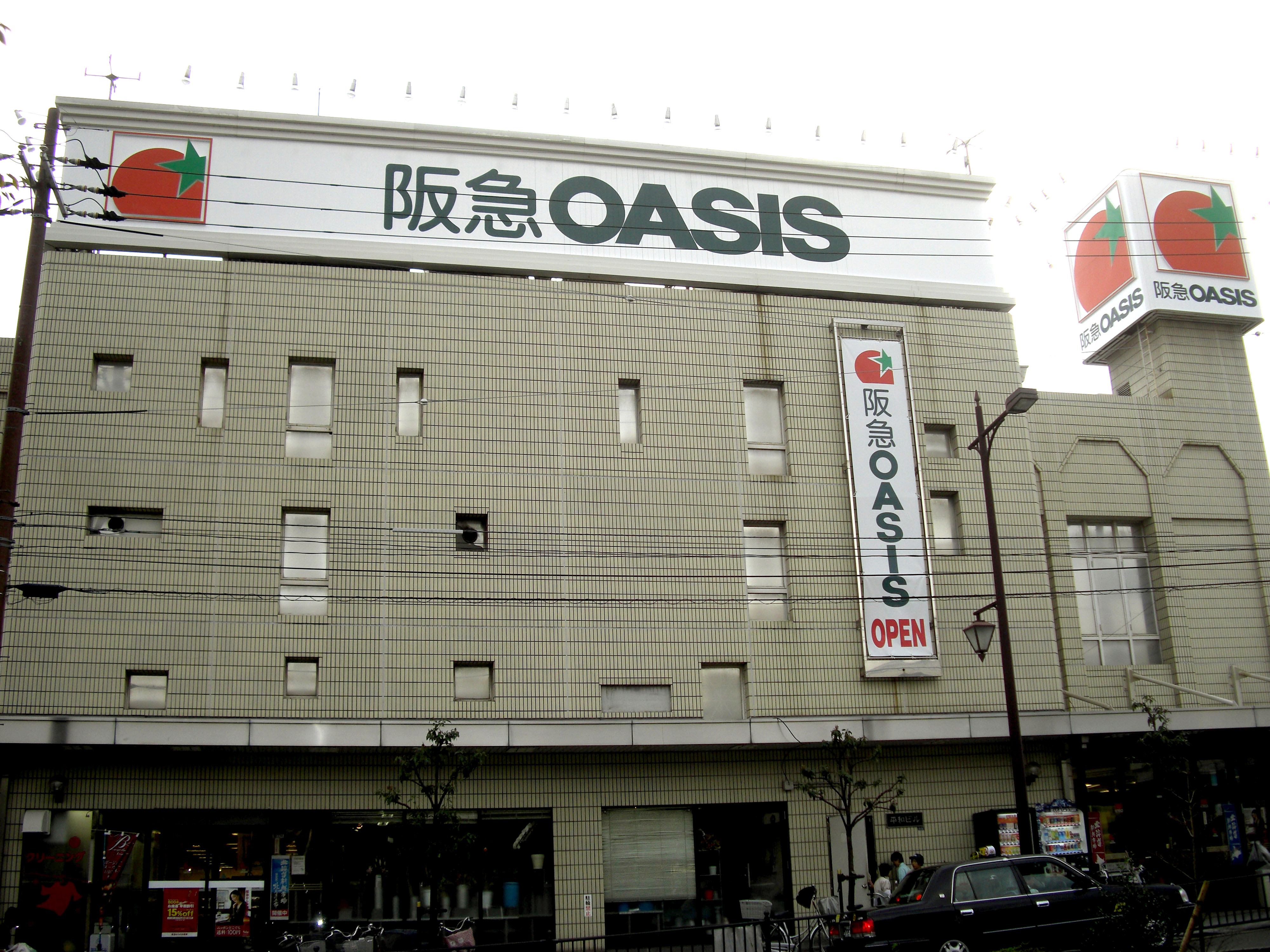
阪急オアシス茨木駅前店（建て替え前）

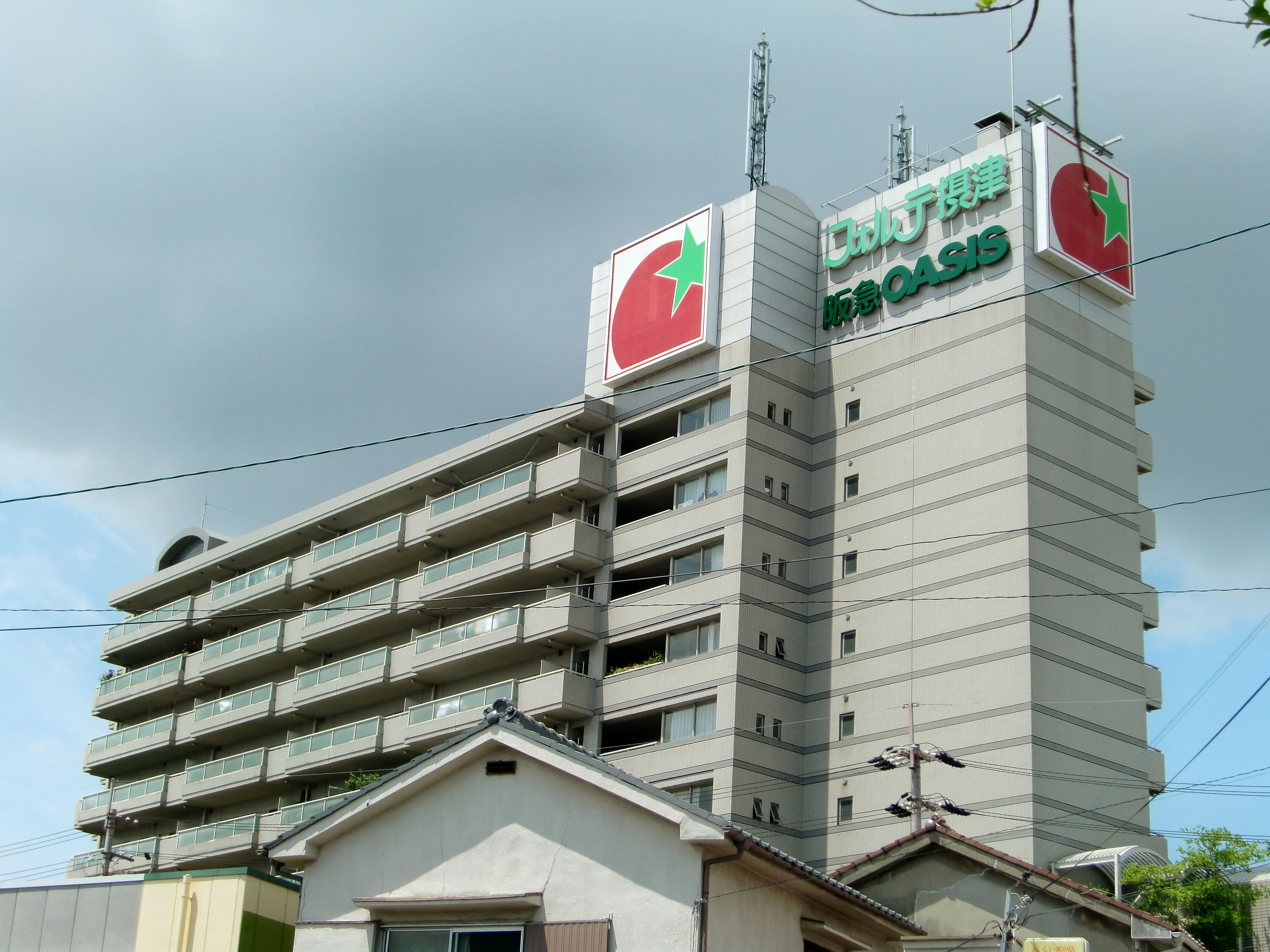
阪急オアシス千里丘店

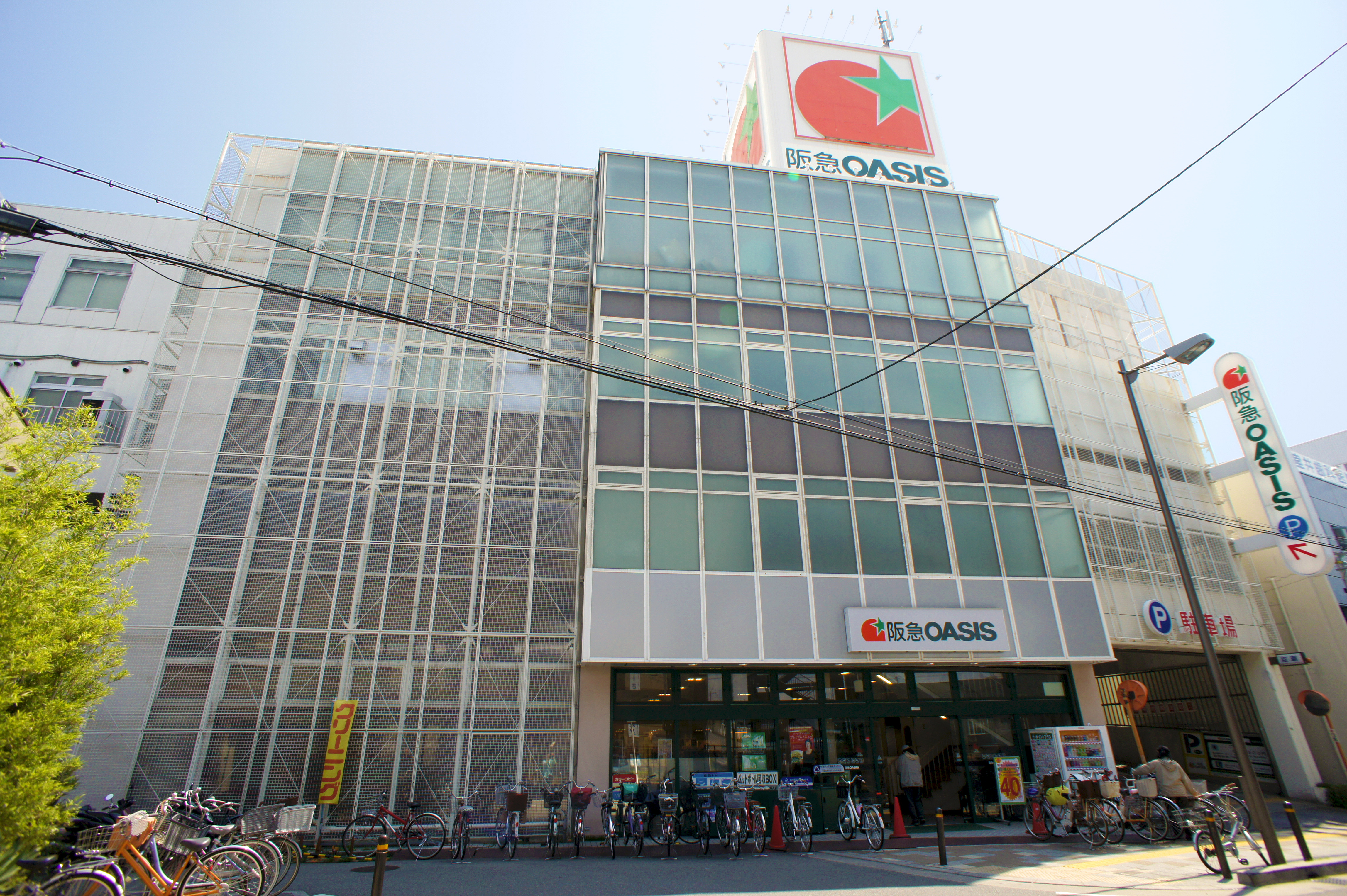
阪急オアシス豊中店

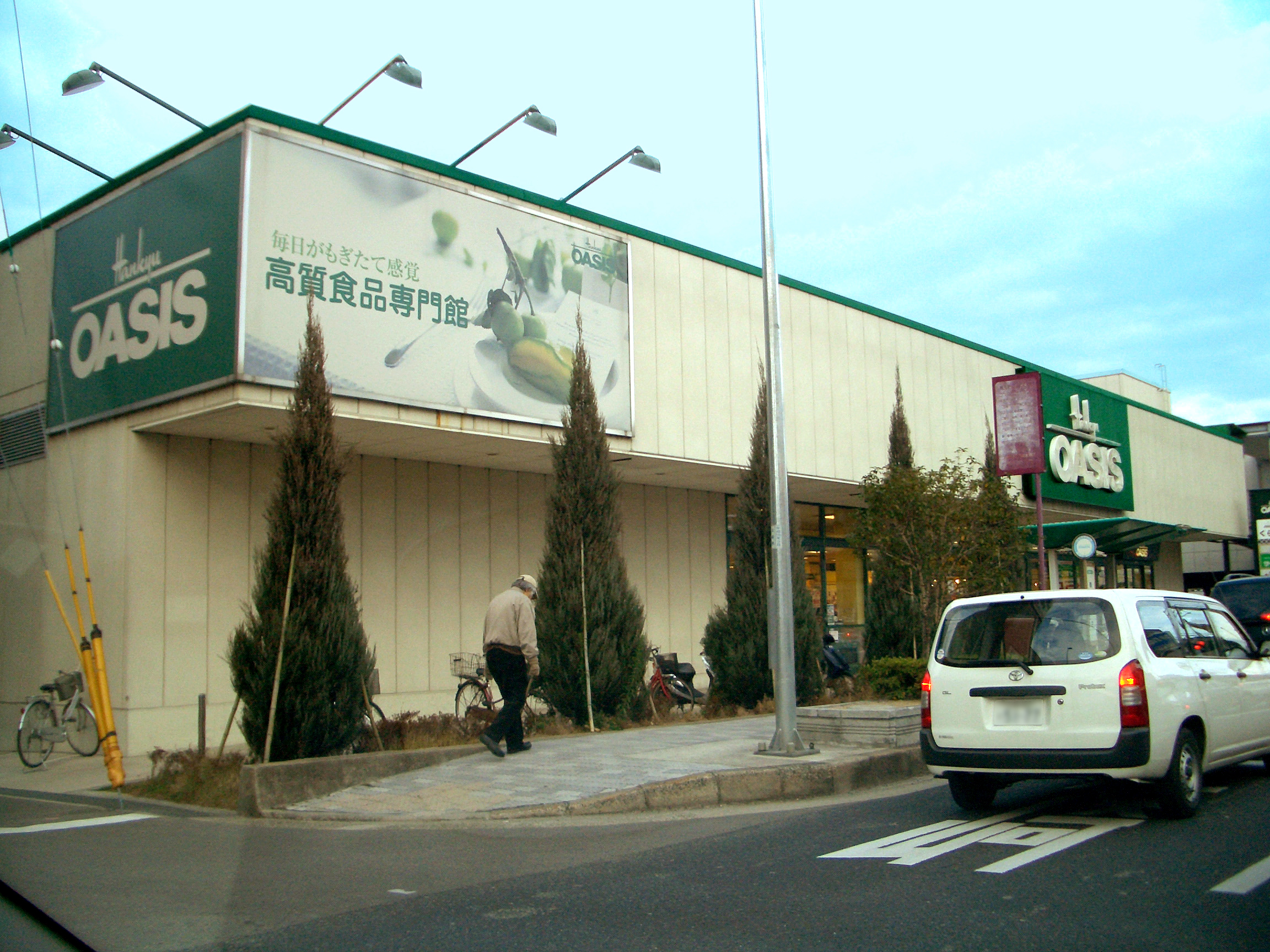
旧CIの店舗（宝塚店・2007年1月10日撮影）

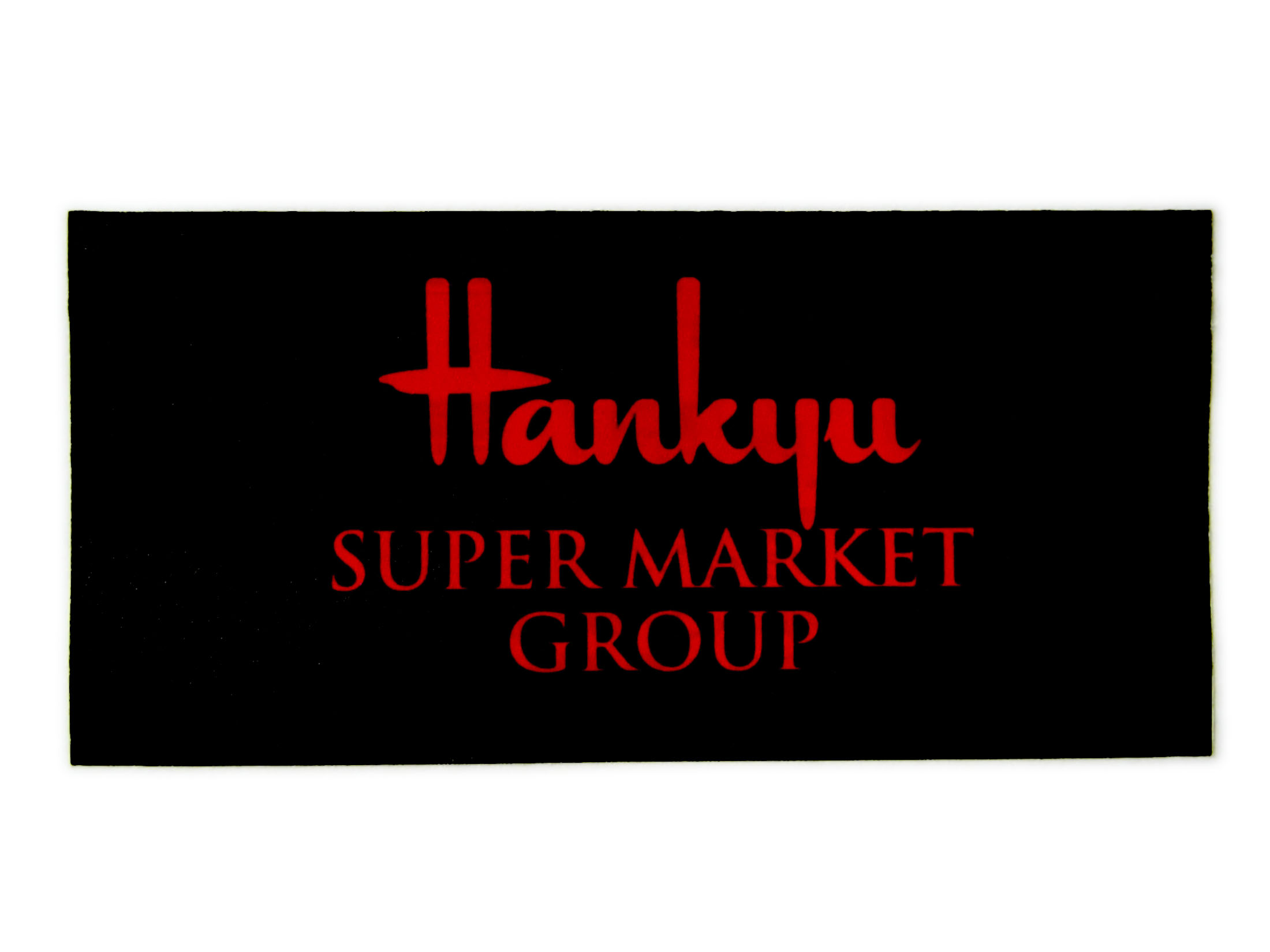
2009年（平成21年）導入の「阪急百貨店スーパーマーケットグループ」のCI（阪急オアシス茨木駅前店）」

阪急オアシス（はんきゅうオアシス）は、エイチ・ツー・オー リテイリンググループ（阪急阪神東宝グループ）のイズミヤ・阪急オアシス株式会社（英: Izumiya・Hankyu Oasis Co.,Ltd.）が運営するスーパーマーケットの店舗ブランド。近畿地方の阪急電鉄沿線を中心に展開する。
2016年6月1日に株式会社阪食から株式会社阪急オアシス（2代）へ商号変更され、2023年4月1日にイズミヤとの合併により阪急オアシスは同日付で商号変更したイズミヤ・阪急オアシスの運営となった。
本稿では、2008年（平成20年）9月30日まで存在していた株式会社阪急オアシス（初代）についても説明する。

## 歴史・概要

### 創業当初
阪急百貨店の完全子会社として1960年（昭和35年）10月29日に株式会社オアシスが設立された。
阪急百貨店ではダイエーや西武ストア（現在の西友）の展開などを受け、スーパーマーケットを経営する計画があった。社長の野田孝が1955年に欧米を視察した際、スーパーマーケットの合理的販売方法に魅了された。1959年（昭和34年）にはアメリカの新興住宅地に開設されたショッピングセンターを見学し、新興住宅地の発展によって黒字化する事業モデルを参考にすることになった。
1961年（昭和36年）6月9日に、第1号店となる高槻店がドライブイン形式で開店した。日本のモータリゼーション化の予想に呼応して、「国道沿いに駐車場、レストランとマーケットを兼ねた憩いのオアシス」がぜひ必要との声にこたえたものであった。開業後は阪急電鉄土地開発部や阪急不動産が店舗周辺を開発し、目論見通り周囲は発展した。
こうしたことから、1965年（昭和40年）10月に宝塚店 (建て替えて現存)、1966年（昭和41年）2月に逆瀬川店、1966年5月に千里ニュータウンの南センター店、1967年（昭和42年）3月に北センター店 (現在の北千里店)、1967年9月13日に六甲店 (現存)、と阪急電鉄沿線にチェーン展開を進めていった。南センター店、北センター店、六甲店、宝塚南口店、芦屋川店は阪急電鉄の駅舎建て替えや高架化に伴って空いたスペースの活用も兼ねての解説である。1967年3月9日に開業した北センター店は阪急千里線の北千里駅1・2階に展開する店舗で、衣料品なども取り扱った。六甲店は六甲駅1階の阪急ファミリーストアの衣料品・雑貨を扱って周辺住民や登山客が利用したほか、阪急オアシスの食料品売場を地階に併設、宝塚南口駅「宝南ショップス」に入居する宝塚南口店や芦屋川駅に入居する芦屋川店は阪急ファミリーストアのみの出店で食料品は扱っていなかった。このように、阪急沿線の消費の高級化に対応したファッション性のある店舗展開を行っていた。
1974年（昭和49年）6月1日には阪急百貨店系列の株式会社ユニオンを合併し、株式会社阪急オアシス（初代）へと社名が変更された。

### フェルタの展開
1991年（平成3年）7月に高槻店を高質食品スーパー「フェルタ」に業態転換したのを皮切りに1995年（平成7年）12月に小野原店、1997年（平成9年）2月14日に桃山台店、1999年（平成11年）11月に尼崎潮江店と「フェルタ」に業態での出店を進め、揚げたての天ぷらやフライなどの揚げ物や大皿に盛ったバイキング形式の惣菜などを売場内に設けたオープンキッチンで調理して展開する新たな総菜売場の導入など品質や品揃えを訴求した新たな売場作りに取り組み始め、2002年（平成14年）3月期決算で三年ぶりに黒字に転換した。
当時は阪急共栄ストア（後の阪急ファミリーストア）と業態などが重複していたが、2002年（平成14年）5月に阪急百貨店グループのスーパーマーケット事業の整備の一環として郊外に展開する方向で棲み分けを図ることを当時の阪急百貨店社長であった椙岡俊一が表明していた。

### 阪食による統合と出店エリアや出店形式の拡大へ
2006年（平成18年）9月1日付で食品事業グループを統括する中間持ち株会社として株式会社阪食が設立されて同社の子会社となった。
その後も株式会社阪急オアシス（初代）が運営していたが、2008年（平成20年）10月1日付けで当時同じく阪食の設立した当時から子会社であった阪急ファミリーストア、阪急ニッショーストア、阪急フレッシュエールとともに計4社が阪食に吸収合併されたため、阪急オアシスは阪食が運営する食品スーパーの店舗ブランドとなった。
2009年（平成21年）から「阪急百貨店スーパーマーケットグループ」として展開している。
2006年（平成18年）8月10日に京阪電鉄沿線では初出店となる枚方出口店を開店させ、2008年（平成20年）3月に滋賀県初の店舗となる草津店を開店するなど出店エリアも徐々に拡大した。
また、2005年（平成17年）9月15日には兵庫県三田市のJR三田駅前に親会社の阪急百貨店と共に三田駅間の再開発ビルのキッピーモールに食品売場を担当する三田駅前店を開業したのを皮切りに、ダイエーが2005年（平成17年）11月30日に神戸ハーバーランドから撤退したことを受けて2006年（平成18年）2月1日に神戸阪急に出店し、御影クラッセの核テナントとして出店した阪神百貨店御影店はデパ地下形式の食品売場を持っていたが売上が低迷したため2009年（平成21年）8月5日に不振だった食品売り場の75%にあたる2,080m2を引き受けて御影店として出店するなどグループの百貨店との共同出店形式の店舗展開も行っている。
2016年（平成28年）1月28日、エイチ・ツー・オー リテイリングはグループの再編を発表。同年4月1日付で阪食は株式移転により食品事業の持株会社となる株式会社エイチ・ツー・オー食品グループを設立。同年6月1日に、阪食は持株会社機能をエイチ・ツー・オー食品グループに会社分割して、スーパーマーケット経営を主とする企業となり、株式会社阪急オアシス（2代目）に商号変更した。
2021年（令和3年）4月1日、株式会社エイチ・ツー・オー食品グループの子会社株式管理事業がエイチ・ツー・オー リテイリングに移管され、再びエイチ・ツー・オー リテイリングの直接の子会社となった。
2021年（令和3年）12月15日、株式交換により株式会社関西スーパーマーケットの完全子会社となった。
2023年（令和5年）4月1日、株式会社阪急オアシス（2代）がイズミヤを吸収合併して「イズミヤ」の運営を引き継ぎ、商号をイズミヤ・阪急オアシス株式会社に変更した。

### 高質食品専門館の展開
2007年（平成19年）11月27日に旧店舗隣接地にガーデンモール清和台の核店舗として新店舗を開店した清和台店で「高質食品専門館」という業態を目指し始めた。
2008年（平成20年）6月にプロジェクトを立ち上げて国内外の有力スーパーマーケットを視察して研究を重ね、「専門性」・「ライブ感」・「情報発信」の3つをコンセプトにした「高質食品専門館」のプロトタイプとして2009年（平成21年）7月に千里中央店、同年8月に御影店を開店させた。
この「高質食品専門館」では、オープンキッチンでお好み焼きやピザ、丼物、揚げ物などの総菜や焼きたてパンが来店客の目の前で出来上がって香ばしい匂いが店内に広がり視覚と嗅覚に訴え、本マグロや生け締めの国産ブリなどの切り売りをする解体の実演、漁港からの直送近海魚を目玉商品とする水産物や専用牧場で肥育した和牛を売り物にした食肉などを顧客の要望に応じた切り身や焼き物に加工したり、野菜や果物売り場でも販売員が常駐して量り売りや試食、ジュース販売も行うなど生鮮3品と総菜で対面販売によるライブ感を演出すると共に、米売場に産地別の少量パックを並べて様々な米を楽しめるようにしつつ、のりなどの乾物や鍋といった調理器具、更にはレシピ本も置くなど関連商品も一緒に販売する工夫を凝らし、電子看板でお奨め商品とそのポイントなど売り場の見どころを店員が話す映像を流すなどサービスを重視したこだわりや専門性を強めた売場作りをしている。
また、店内に料理教室など料理に関連するセミナーを毎週定期的に開催するキッチンスタジオを設置して情報発信に力を入れ、ワインセラーの設置や105円均一の焼きたてパンコーナーなど他社にない加工食品を充実させて独自性を出し、大理石の床や関西で定着している阪急百貨店の高級イメージも活用して高級感を演出している。
こうした高品質路線を支えるため産地直送の生鮮品や直輸入のグローサリーの取り扱いの拡大や3温度帯での配送を可能にする総合物流センター建設などを進めているほか、2012年（平成24年）8月1日に肉や魚介類など処理やレジなどの技術研修だけでなく、実際の店頭と同じ什器を使って商品の陳列やポップなどの配置を含むビジュアルマーチャダイジング技術を学べる実習室を備えた阪食研修センターを大阪府豊中市の服部西店2階に開設して高いサービスレベルを実現する人材育成を目指している。
プロトタイプとして出店した店舗が軌道に乗って新店はいずれも計画数値に対して2桁増で推移した。
そのため、2010年（平成22年）5月20日の宝塚山手台店や同年4月1日の山科店など新店舗として開店させると共に、同年7月1日に南千里店、同年8月5日に武庫之荘店、同年10月1日に本山南店、同年10月9日に日生中央店など既存店の改装による出店を含めて「高質食品専門館」の水平展開を図った。
また、2010年（平成22年）11月2日に開店した淡路店や2011年（平成23年）1月13日に改装の宝塚店で「高質食品専門館」の小型店舗プロト化を図った。
2011年（平成23年）4月からの新年度入り後も同月9日に尼崎潮江店、同月23日にえるむプラザ店、同年7月1日に豊中駅前店、同年12月1日に服部西店と「高質食品専門館」の水平展開として大型改装を進められ、2012年（平成24年）2月1日の平野西店の開店で新店7店舗と既存店舗の改装18店舗の計25店舗が「高質食品専門館」業態となった。
2012年（平成24年）3月1日に開店した野中北店や先述した平野西店などの競争の激しい大阪市内などに出店する都市型「高質食品専門館」の出店は、同年6月7日の昭和町店や同年7月7日の同心店、野江店、あべの店など阪急ファミリーストアを改装して開店したものを含めて大阪市内でのドミナントを磐石にする戦略の一環として展開が進められている。

## プライベートブランド
2008年（平成20年）1月にプライベートブランドに関してバローと阪食が業務提携し、グループ会社の阪急フーズなどとも連携して価格訴求型のプライベートブランドハートフルデイズを同年9月27日から店頭に展開し始め、その後高価格帯のプライベートブランドプライムタイムの展開も始めて価格帯の異なる2ブランドを展開している。バローが独自に関西進出した関係もあって、現在はバローとの提携は解消しているが、プライベートブランド阪急の味にハートフルデイズ、プライムタイム、ファインの3種類が存在する形となっている。これらのPB商品はパントリーや北野エースが出店せず、直営のデイリーマートを運営する、関西郊外の阪急百貨店（西宮、千里、宝塚）や阪神百貨店（あまがさき）でも取り扱われている。

## ポイントプログラム
自社のポイントプログラムとして、「クラブFカード」が存在する。自社の「クラブFカード」以外でもSTACIAカード、阪急百貨店・阪神百貨店のポイントカード、阪急阪神おでかけカード、グランフロント大阪の「GFO OSAMPOカード」やイズミヤのポイントカード（ヒナタス）など「Sポイント」のマークの存在するクレジットカードやポイントカードを提示して使用することが出来る。現金、クレジットカード、電子マネー、商品券など支払い方法は問わず、税抜200円毎1ポイント加算される。毎月1日、5日、10日、15日、20日、25日（30日は対象外である）がポイント5倍デーとなり、税抜200円以上でポイントが税抜40円毎で1ポイント加算される（例えば、税抜180円であると加算対象外であるが、240円であると6ポイント加算される）。利用時は1ポイント1円から使用することが出来る（2017年3月までは500円=500ポイント単位で使用することが出来た）。
2017年4月1日より阪急阪神グループ共通のポイント「Sポイント」に対応した新カードを発行開始した。それ以前に発行されていた旧カードは2020年3月を以て取扱を終了した。また、旧阪急オアシス、旧ニッショーストア（阪急ニッショーストア）、旧阪急ファミリーストアが発行したポイントカードも、旧カードのため2020年3月に取扱を終了している。STACIAカードのポイントおまとめサービスが利用できる。
自社の「クラブFカード」限定の特典として、月に税込3万円以上の購入で翌月の3～15日にボーナスポイントとして200ポイントが加算され、以降税込2万円に200ポイントずつ加算される（5万円以上で400ポイント、7万円以上で600ポイントなどとなる）。
2019年4月以降は、税込月3万円以上で200ポイント、5万円以上で500ポイント、7万円以上で800ポイント、以降税込2万円に200ポイントずつ加算される。
現在の「クラブFカード」には電子マネー（自社のLittaもしくは楽天Edy）が搭載されたもののみとなっており、電子マネーを搭載しないものは選択できない。Littaのカードは発行手数料は税込200円、Edyカードは発行手数料は税込300円となっている。また、Littaのものはチャージ残高がカード紛失時でも保証されるが、楽天Edyのものは他のEdyと同じようにカード紛失時でも残高の保証はされない）。楽天Edy搭載のものは決済時に楽天ポイントではなく、Littaのカードと同様に税込200円1ポイントでSポイントが加算される（お買い上げポイントは税抜200円毎に1ポイントとなっている）。

## クレジットカード、電子マネーへの対応
2008年（平成20年）4月22日からEdy、iD、QUICPayの3種類の電子マネーによる支払が可能になった。
2015年（平成27年）4月から、PiTaPaおよびICOCAやSuicaなど交通系電子マネーに対応。
2017年（平成29年）4月20日から、独自電子マネーlittaを導入。
クレジットカードはVISA、MasterCard、JCB、アメリカンエキスプレス、ダイナースクラブなど5大ブランドに対応している。日本国外で発行されるMasterCardのデビットカードであるMaestro（マエストロ）は使用出来ない。
三井住友カード、UFJニコス、DCカード、JCB（アメリカンエキスプレスもJCBグループとしてJCB経由で処理される）、UCカード、クレディセゾン（この2社はUC・セゾンとして処理される）、ダイナースクラブ、楽天カード、アプラス、トヨタファイナンスの加盟店となっている。
上記の会社以外の発行するVISA、MasterCardブランドのカードは三井住友カード、JCBブランドはJCB、アメリカンエキスプレスのブランドのカードはJCBグループ（AMEX）として処理される（ただし、セゾンカードのJCB、アメリカンエキスプレスは「UC・セゾン」として処理されずにJCBで処理され、楽天カードのアメリカンエキスプレスブランドについても「楽天カード」と処理されずにJCBグループとしてJCB経由で処理される）。
その他、エイチ・ツー・オー リテイリングが発行（正式には同社の子会社の株式会社ペルソナが発行）するハウスカード「ペルソナカード」についてはその他一般のカードと区別されて処理され、「ソレーナSTACIAカード」（イズミヤのハウスカード）についても区別されて処理される。一方で株式会社阪急阪神カードの発行するSTACIAカードのうち、ペルソナSTACIAではないものについて（エメラルドスタシアや池田泉州銀行との提携カードSTACIA +sa-ica PiTaPa JCBカードなど）は外部カード扱いとされ、他のカードと同様に発行元によって三井住友カードやUFJニコス、JCB、アプラスで処理される。
阪急百貨店で使用出来る銀聯カードやAlipayやWeChatPay、LINE Pay（LINE PayカードはJCBに加盟しているため使用可能）、PayPay、楽天ペイ、Origamiなどの国内外のQRコード決済、「阪急阪神お得意様カード プレミアム」、阪急友の会のお買物カード（2017年3月まで発行されていた商品券は使用出来る）は使用出来ず、Visaのタッチ決済、JCB Contactless、MasterCardコンタクトレス、アメリカン・エキスプレスのコンタクトレス決済などNFC Type Aに基づく決済も使用出来ない。

## 展開店舗

### 大阪市
- キッチン&マーケット ルクア大阪店
- 天六店 - 阪急共栄ストア→阪急ファミリーストアとして天六阪急ビル内に入居していたが、再開発計画に伴い2010年に取り壊された。仮店舗での営業を経て、2013年（平成25年）3月7日、取り壊された天六阪急ビル跡地に建設された阪急不動産のジオタワー天六の1階に開店。当店の沿革については京阪デパートも参照のこと。[58]
- 同心店 - 2012年（平成24年）7月7日に阪急ファミリーストアからリニューアル[59]
- 淡路店 - 区画整理に伴い閉店した阪急ファミリーストア淡路店を移転させる形で2010年（平成22年）11月2日に開店[40]
- 福島玉川店
- 福島ふくまる通り57店 - 2019年（令和元年）5月15日に開店。JR西日本・阪神電鉄共同開発の、ホテル阪神アネックス大阪が入る複合ビルの1-2階にある。
- 野江店 - 2011年（平成23年）9月8日に阪急ニッショーストアからリニューアル
- 京橋店 - 阪急ファミリーストアからリニューアル
- 高殿店 - 2013年（平成25年）11月6日に開店
- 塚本店 - 阪急ファミリーストアからリニューアル
- 神崎川店 - 2014年（平成26年）12月14日に開店
- 桃坂店 - 2007年（平成19年）2月15日に阪急ファミリーストアとして開店[60]
- あべの店 - 阪急ニッショーストアからリニューアル
- 西田辺店

### 大阪府（大阪市除く）
- 南千里店（ガーデンモール南千里内、旧・南センター店） - 2010年（平成22年）7月1日に「高質食品専門館」に改装[35]
- 北千里店
- 桃山台店（アザール桃山台内） - 1997年（平成9年）2月14日にフエルタ・クレオの2業態をあわせた店舗として開店[8]
- 千里山竹園店 - 2011年（平成23年）11月12日に阪急ニッショーストアからリニューアル
- 吹田片山店（グループ会社の同業他社となるJR西日本グループのショッピングセンターの吹田グリーンプレイス内に開店）
- 千里中央店 - 2009年（平成21年）7月に「高質食品専門館」のプロトタイプとして開店[1]
- 服部緑地店 - 2012年（平成24年）8月1日に「高質食品専門館」に改装[61]
- 豊中少路店
- 豊中店 - 2008年（平成20年）10月1日に阪急ニッショーストアからリニューアル
- 豊中駅前店 - 2008年（平成20年）10月1日に阪急ニッショーストアからリニューアル、2011年（平成23年）7月1日に「高質食品専門館」に改装[44]
- 蛍ヶ池店 - 2008年（平成20年）11月14日に阪急ニッショーストアからリニューアル
- 夕日丘店
- 服部西店 - 2009年（平成21年）に阪急ニッショーストアからリニューアル、2011年（平成23年）12月1日に「高質食品専門館」に改装[45]、2012年（平成24年）8月1日に2階に阪食研修センターを開設[30]
- 小曽根店 - 2008年（平成20年）10月24日に阪急ニッショーストアからリニューアル
- 箕面店 - 2001年（平成13年）1月25日に開店し[62]、2008年（平成20年）9月27日に阪急ニッショーストアから譲渡（合併前）
- 石橋店 - 2009年（平成21年）2月27日に阪急ニッショーストアからリニューアル
- 池田店 - 2008年（平成20年）4月26日に阪急ニッショーストアから譲渡（合併前）
- 千里丘店（フォルテ摂津内） - 2009年（平成21年）3月13日に阪急ニッショーストアからリニューアル
- 茨木大手町店
- 茨木駅前店 - 2008年（平成20年）10月1日に阪急ニッショーストアからリニューアル、2017年10月1日にから2020年7月10日にかけて店舗建替え。
- 茨木東奈良店 - 2011年（平成23年）2月15日に阪急ニッショーストア南茨木店からリニューアル、2018年（平成30年）6月18日より大阪北部地震による建物破損により一時休業し、2019年10月19日に再開した。
- 総持寺店 (2代目) - 2009年（平成21年）11月21日に「パワープライス 阪急ニッショーストア」からリニューアル
- 富田店
- 高槻川西店 - 2003年（平成15年）12月12日に開店
- 守口店（ジャガータウン内） - 2009年（平成21年）2月18日に阪急ニッショーストアからリニューアル
- ときわ台店

### 兵庫県
- 石屋川店 - 阪神電気鉄道石屋川車庫高架下に2013年（平成25年）9月3日に開店。スギ薬局を併設している。
- 神戸旭通店 - 2013年（平成25年）4月11日に開店。スギ薬局を併設している。
- 神戸三宮店 - 2021年（令和3年）4月26日に開店。
- 六甲店
- 本山南店 - 2010年（平成22年）10月1日に「高質食品専門館」に改装[37]
- 御影店（御影クラッセ内） - 御影クラッセの核テナントとして出店した阪神百貨店御影店[19]の売上不振だった食品売り場の75%にあたる2,080m2を引き受けて2009年（平成21年）8月5日に開店[20]
- 武庫之荘店 - 2010年（平成22年）8月5日に「高質食品専門館」に改装[36]
- 尼崎潮江店 - 2011年（平成23年）4月9日に「高質食品専門館」に改装[42]
- 伊丹大鹿店
- 伊丹店 (2代) - 2015年（平成27年）3月1日に開店。同じ西台地区にかつて初代伊丹店が立地していた(後述)。
- 伊丹鴻池店 - 2017年（平成29年）7月4日に開店。オアシスタウン伊丹鴻池中核店舗
- 宝塚店（1965年（昭和40年）10月12日 - ）　宝塚市鶴の荘1-1
1965年10月、第4号店（小型売店除く）として現在地に開業した。現存最古の店舗であるが、開業当時の建物を2002年（平成14年）3月29日に建て替えて再開店し[63]、2011年（平成23年）1月13日に「高質食品専門館」に改装した[41]。
- 宝塚山手台店 - 2010年（平成22年）5月20日に開店[33]
- 宝塚南口店 (3代) - 2025年（令和7年）4月25日に開店[64]
- 宝塚中筋店 - 2014年（平成26年）6月15日に開店。
- 仁川店 - 2005年（平成17年）11月19日に開店[65]
- 立花店
- えるむプラザ店 - 2001年（平成13年）1月に別館をオープンし[66]、2011年（平成23年）4月23日に「高質食品専門館」に改装[43]
- 三田駅前店 
2005年（平成17年）9月15日には兵庫県三田市のJR三田駅前に親会社の阪急百貨店と共に三田駅間の再開発ビルのキッピーモールに食品売場を担当する形態で開店した[16]。
- 名塩店 - 1997年（平成9年）11月に開店。当初は「なじおプラザ店」だった。
- 清和台店 - 1978年（昭和53年）に旧店舗を開店し、2007年（平成19年）11月27日に旧店舗隣接地にガーデンモール清和台の核店舗として新店舗が開店[25]
- 日生中央店
能勢電鉄日生中央駅前に自社が運営する「日生中央サピエ」の核店舗である。同施設には以前、阪急百貨店の外商拠点・サテライト店舗が置かれていた。2010年（平成22年）10月9日に「高質食品専門館」に改装[38]。
- キセラ川西店 - 2019年（令和元年）8月2日に開店。オアシスタウンキセラ川西中核店舗

### 京都府
- かどの店
- 西院店 - 2014年（平成26年）11月15日にリニューアルオープン
- 伏見店
- 山科店 - 2009年（平成21年）4月1日に開店[34]
- 西ノ京店 - 2015年（平成27年）9月2日に開店

### 滋賀県
- 草津店
2008年（平成20年）3月8日に滋賀県初の店舗としてエルティ932・ガーデンシティ草津に出店[15]

### 過去に存在していた店舗

#### 大阪府内
- 高槻店（1961年（昭和36年）6月9日 - 1991年7月以降）　高槻市緑町3-3
オアシス第1号店として国道171号沿いに、駐車場、レストラン、ガソリンスタンドなどを併設したドライブインのような形態で開業した。ポリネシア風の屋根を持ったレストランとアメリカンスタイルの店舗が砂漠のオアシスのように、田園地帯の中に立っていた[6]。その後、通常の食品スーパー業態へと移行し、1991年7月に高質食品スーパー「フェルタ」に改装されたが、2022年現在は閉店。
- 新千里山店（1963年（昭和38年）9月4日 - 1967年（昭和42年）5月15日）　吹田市佐竹台1-25[6]
株式会社オアシス時代に閉店したため、阪急オアシスを名乗ったことがない。初めての閉鎖店舗である。6年弱営業していたが、千里ニュータウンの開発に伴い、より北側に南センター店や北センター店を開設したことから撤退した。
- 東中浜店 - 2013年開業、2015年6月24日閉店。
- 野中北店 - 2012年（平成24年）3月1日に開店[48]、2016年12月31日に閉店。
- 瓦屋町店 - 阪急ファミリーストアからリニューアルし、2018年3月26日閉店。
- 今里店 - 2008年（平成20年）5月20日に阪急ファミリーストアとして開店[67]。2018年12月10日閉店。跡地は2020年12月にサンディが開業した。
- 真法院店 - 2006年（平成18年）4月4日に阪急ファミリーストアとして開店[68]。2018年7月31日閉店。
- 福島大開店
コーナン福島大開店の一部を割いて出店したが、数年で撤退。のちにマルハチが出店。
- 住𠮷店-のちにイズミヤがデイリーカナートとして出店
- 都島店 - 2008年（平成20年）11月28日に阪急ファミリーストアからリニューアル、2017年（平成29年）9月25日に閉店。のちにイズミヤがデイリーカナートとして出店。
- 白川通店 - 2009年（平成21年）に阪急ニッショーストアからリニューアル。2017年12月31日をもって閉店。のちにサンディが出店。
- 晴明通店 - のちにイズミヤがデイリーカナートとして出店
- くまた店 - 2013年（平成25年）12月3日、くまたボウル跡地に開店。2019年（令和元年）12月31日をもって閉店[69]。
- 昭和町店 - 2012年（平成24年）6月7日に阪急ニッショーストアからリニューアル[49]。2017年10月25日閉店。
- 東加賀屋店 - 2011年（平成23年）12月10日に阪急ファミリーストアからリニューアル。2015年8月5日閉店。
- あびこ店 - 2021年5月13日閉店[70]。
- 平野西店 - 2012年（平成24年）2月1日に開店[47]。2016年7月25日に閉店。
- 南茨木店 - 2008年（平成20年）10月1日に阪急ファミリーストアからリニューアル、2018年（平成30年）6月18日より大阪北部地震による建物破損により休業し、翌年11月24日から駅西側の仮店舗で再開した。しかし、2022年7月に閉店した。
- 枚方出口店 - 2006年（平成18年）8月10日に京阪電鉄沿線初の店舗として開店[14]
- 吹田穂波店 - 2016年（平成28年）4月6日オープン。2015年（平成27年）10月25日に閉店したエディオン吹田店の居抜き物件。2020年（令和2年）10月31日閉店。

#### 兵庫県内
- 伊丹店（初代）（1970年（昭和45年）11月18日 - 1973年（昭和48年）2月28日）　伊丹市悠紀町537[6]
開設当時閉店していた新千里山店に続き、2年3か月で閉鎖された短命店舗。伊丹市悠紀町は現在の伊丹市西台であり、2015年（平成27年）に同じ伊丹店として42年ぶりの再進出を果たした。
- 宝塚南口店（初代）（1971年（昭和46年）3月20日 - ？）　宝塚市梅野町131-2 阪急宝塚南口駅「宝南ショップス」[6]
阪急ファミリーストアとして婦人服「ロペ・ジョリーショップ」「まさ」「スギヤ」、化粧品・雑貨「幹」が入居し、ファッション関係の商品を扱っていた。2代目のサンビオラに入居していた宝塚南口店は旧ニッショーストアの店舗で別会社の店舗だった。
- 宝塚南口店（2代）（？ - 2025年（令和7年）4月23日）　宝塚市南口2-14-1 阪急宝塚南口駅「サンビオラ1番館」
2008年（平成20年）8月6日に阪急ニッショーストアから譲渡（合併前）。跡地にはデイリーカナート宝塚南口駅前店がオープン。
- 逆瀬川店（1966年（昭和41年）2月23日 - ？）　宝塚市野上6丁目5-9[6]
閉店後、小型スーパーマーケットのドットウェール逆瀬川店（詳細不明）が営業していた。現在はケアハウスや保育園などが跡地に所在。
- カルチャータウン店（？ - 2002年（平成14年）5月頃）三田市学園4丁目
- 神戸阪急店（2006年（平成18年）2月1日 - 2012年（平成24年）3月11日）
ダイエーハーバーランド店の閉店と同退去跡へのイズミヤハーバーランド店の開店を契機として、2006年2月1日に神戸阪急 (ハーバーランド)地階食料品売場の一部をスーパーマーケット化する位置付けで出店した[18]。しかし、2012年3月11日に神戸阪急と共に閉店した[71]。
- 名谷店 - 阪急ニッショーストアからリニューアル後、2010年（平成22年）3月28日に閉店。のちにマルハチが出店。
- 武庫之荘店 (初代) 
2001年ごろまで営業していた旧店舗。現在の武庫之荘店が開業後しばらくはテナントが入居したのち、マルハチが出店。
- 杭瀬店 - のちにマルハチが出店。
- 山下店 - 2009年（平成21年）3月19日に阪急ニッショーストアからリニューアルしたが、2019年7月31日をもって閉店。

#### 京都府内
- 千本店 - 2009年（平成21年）に阪急ニッショーストアからリニューアル
- 白川通店 -（2017年12月31日閉店[72]）[73]